# Фудбалска репрезентација Курасаоа
Фудбалска репрезентација Курасаоа (хол. Curaçaos voetbalelftal) је фудбалски тим који представља Курасао на међународним такмичењима под контролом Фудбалског савеза Курасаоа који се налази у оквиру Карипске фудбалске уније и Конкакаф-а. Такође је члан ФИФА.
Након уставне промене која је омогућила њеној претходници, (Колонији Курасао и зависним територијама), да постану јединствена конститутивна држава која се састоји од неколико острвских територија и постала призната као Холандски Антили а која се опет распала 2010. године, Курасао је играо под новим уставним статусом као засебна конститутивна држава од 2011.
И ФИФА и Конкакаф признају репрезентацију Курасао као директног и јединог наследника Фудбалске репрезентације Курасаоа (1921–1958) и Фудбалске репрезентације Холандских Антила.

## Такмичарска достигнућа

### Светско првенство
Све такмичарске утакмице које су се игране од 1921. до 1958. године биле су игране као Територија Курасао (која обухвата свих шест острва Холандских Антила). Од 1958. до 2010. године сви мечеви су играни под именом Холандски Антили, која је била наследница територије Курасао (која се још састојала од шест острва до 1986. године, када се Аруба одвојила). Све такмичарске утакмице после 2010. године играо је Курасао, који се састоји само од острвске државе. У оквиру новоформираног управног тела, Курасао се до сада такмичио само у квалификацијама за Светско првенство 2014, 2018. и 2022. године, квалификацијама за Куп Кариба 2012, Карипским куповима 2014. и 2017, Златним купом КОНКАКАФ 2017. и АБКС турниром.
| Светско првенство у фудбалу | Светско првенство у фудбалу | Светско првенство у фудбалу | Светско првенство у фудбалу | Светско првенство у фудбалу | Светско првенство у фудбалу | Светско првенство у фудбалу | Светско првенство у фудбалу | Светско првенство у фудбалу |                      | Квалификације за Светско првенство | Квалификације за Светско првенство | Квалификације за Светско првенство | Квалификације за Светско првенство | Квалификације за Светско првенство | Квалификације за Светско првенство |                      |
| Година                      | Коло                        | Позиција                    | Ута                         | П                           | Н*                          | И                           | ГД                          | ГП                          | Ута                  | П                                  | Н*                                 | И                                  | ГД                                 | ГП                                 |                                    |                      |
| --------------------------- | --------------------------- | --------------------------- | --------------------------- | --------------------------- | --------------------------- | --------------------------- | --------------------------- | --------------------------- | -------------------- | ---------------------------------- | ---------------------------------- | ---------------------------------- | ---------------------------------- | ---------------------------------- | ---------------------------------- | -------------------- |
| 1930.                       | Део Холандски Антили        | Део Холандски Антили        | Део Холандски Антили        | Део Холандски Антили        | Део Холандски Антили        | Део Холандски Антили        | Део Холандски Антили        | Део Холандски Антили        | Део Холандски Антили | Део Холандски Антили               | Део Холандски Антили               | Део Холандски Антили               | Део Холандски Антили               | Део Холандски Антили               | Део Холандски Антили               | Део Холандски Антили |
| 1934.                       | Део Холандски Антили        | Део Холандски Антили        | Део Холандски Антили        | Део Холандски Антили        | Део Холандски Антили        | Део Холандски Антили        | Део Холандски Антили        | Део Холандски Антили        | Део Холандски Антили | Део Холандски Антили               | Део Холандски Антили               | Део Холандски Антили               | Део Холандски Антили               | Део Холандски Антили               | Део Холандски Антили               | Део Холандски Антили |
| 1938.                       | Део Холандски Антили        | Део Холандски Антили        | Део Холандски Антили        | Део Холандски Антили        | Део Холандски Антили        | Део Холандски Антили        | Део Холандски Антили        | Део Холандски Антили        | Део Холандски Антили | Део Холандски Антили               | Део Холандски Антили               | Део Холандски Антили               | Део Холандски Антили               | Део Холандски Антили               | Део Холандски Антили               | Део Холандски Антили |
| 1950.                       | Део Холандски Антили        | Део Холандски Антили        | Део Холандски Антили        | Део Холандски Антили        | Део Холандски Антили        | Део Холандски Антили        | Део Холандски Антили        | Део Холандски Антили        | Део Холандски Антили | Део Холандски Антили               | Део Холандски Антили               | Део Холандски Антили               | Део Холандски Антили               | Део Холандски Антили               | Део Холандски Антили               | Део Холандски Антили |
| 1954.                       | Део Холандски Антили        | Део Холандски Антили        | Део Холандски Антили        | Део Холандски Антили        | Део Холандски Антили        | Део Холандски Антили        | Део Холандски Антили        | Део Холандски Антили        | Део Холандски Антили | Део Холандски Антили               | Део Холандски Антили               | Део Холандски Антили               | Део Холандски Антили               | Део Холандски Антили               | Део Холандски Антили               | Део Холандски Антили |
| 1958.                       | Део Холандски Антили        | Део Холандски Антили        | Део Холандски Антили        | Део Холандски Антили        | Део Холандски Антили        | Део Холандски Антили        | Део Холандски Антили        | Део Холандски Антили        | Део Холандски Антили | Део Холандски Антили               | Део Холандски Антили               | Део Холандски Антили               | Део Холандски Антили               | Део Холандски Антили               | Део Холандски Антили               | Део Холандски Антили |
| 1962.                       | Део Холандски Антили        | Део Холандски Антили        | Део Холандски Антили        | Део Холандски Антили        | Део Холандски Антили        | Део Холандски Антили        | Део Холандски Антили        | Део Холандски Антили        | Део Холандски Антили | Део Холандски Антили               | Део Холандски Антили               | Део Холандски Антили               | Део Холандски Антили               | Део Холандски Антили               | Део Холандски Антили               | Део Холандски Антили |
| 1966.                       | Део Холандски Антили        | Део Холандски Антили        | Део Холандски Антили        | Део Холандски Антили        | Део Холандски Антили        | Део Холандски Антили        | Део Холандски Антили        | Део Холандски Антили        | Део Холандски Антили | Део Холандски Антили               | Део Холандски Антили               | Део Холандски Антили               | Део Холандски Антили               | Део Холандски Антили               | Део Холандски Антили               | Део Холандски Антили |
| 1970.                       | Део Холандски Антили        | Део Холандски Антили        | Део Холандски Антили        | Део Холандски Антили        | Део Холандски Антили        | Део Холандски Антили        | Део Холандски Антили        | Део Холандски Антили        | Део Холандски Антили | Део Холандски Антили               | Део Холандски Антили               | Део Холандски Антили               | Део Холандски Антили               | Део Холандски Антили               | Део Холандски Антили               | Део Холандски Антили |
| 1974.                       | Део Холандски Антили        | Део Холандски Антили        | Део Холандски Антили        | Део Холандски Антили        | Део Холандски Антили        | Део Холандски Антили        | Део Холандски Антили        | Део Холандски Антили        | Део Холандски Антили | Део Холандски Антили               | Део Холандски Антили               | Део Холандски Антили               | Део Холандски Антили               | Део Холандски Антили               | Део Холандски Антили               | Део Холандски Антили |
| 1978.                       | Део Холандски Антили        | Део Холандски Антили        | Део Холандски Антили        | Део Холандски Антили        | Део Холандски Антили        | Део Холандски Антили        | Део Холандски Антили        | Део Холандски Антили        | Део Холандски Антили | Део Холандски Антили               | Део Холандски Антили               | Део Холандски Антили               | Део Холандски Антили               | Део Холандски Антили               | Део Холандски Антили               | Део Холандски Антили |
| 1982.                       | Део Холандски Антили        | Део Холандски Антили        | Део Холандски Антили        | Део Холандски Антили        | Део Холандски Антили        | Део Холандски Антили        | Део Холандски Антили        | Део Холандски Антили        | Део Холандски Антили | Део Холандски Антили               | Део Холандски Антили               | Део Холандски Антили               | Део Холандски Антили               | Део Холандски Антили               | Део Холандски Антили               | Део Холандски Антили |
| 1986.                       | Део Холандски Антили        | Део Холандски Антили        | Део Холандски Антили        | Део Холандски Антили        | Део Холандски Антили        | Део Холандски Антили        | Део Холандски Антили        | Део Холандски Антили        | Део Холандски Антили | Део Холандски Антили               | Део Холандски Антили               | Део Холандски Антили               | Део Холандски Антили               | Део Холандски Антили               | Део Холандски Антили               | Део Холандски Антили |
| 1990.                       | Део Холандски Антили        | Део Холандски Антили        | Део Холандски Антили        | Део Холандски Антили        | Део Холандски Антили        | Део Холандски Антили        | Део Холандски Антили        | Део Холандски Антили        | Део Холандски Антили | Део Холандски Антили               | Део Холандски Антили               | Део Холандски Антили               | Део Холандски Антили               | Део Холандски Антили               | Део Холандски Антили               | Део Холандски Антили |
| 1994.                       | Део Холандски Антили        | Део Холандски Антили        | Део Холандски Антили        | Део Холандски Антили        | Део Холандски Антили        | Део Холандски Антили        | Део Холандски Антили        | Део Холандски Антили        | Део Холандски Антили | Део Холандски Антили               | Део Холандски Антили               | Део Холандски Антили               | Део Холандски Антили               | Део Холандски Антили               | Део Холандски Антили               | Део Холандски Антили |
| 1998.                       | Део Холандски Антили        | Део Холандски Антили        | Део Холандски Антили        | Део Холандски Антили        | Део Холандски Антили        | Део Холандски Антили        | Део Холандски Антили        | Део Холандски Антили        | Део Холандски Антили | Део Холандски Антили               | Део Холандски Антили               | Део Холандски Антили               | Део Холандски Антили               | Део Холандски Антили               | Део Холандски Антили               | Део Холандски Антили |
| 2002.                       | Део Холандски Антили        | Део Холандски Антили        | Део Холандски Антили        | Део Холандски Антили        | Део Холандски Антили        | Део Холандски Антили        | Део Холандски Антили        | Део Холандски Антили        | Део Холандски Антили | Део Холандски Антили               | Део Холандски Антили               | Део Холандски Антили               | Део Холандски Антили               | Део Холандски Антили               | Део Холандски Антили               | Део Холандски Антили |
| 2006.                       | Део Холандски Антили        | Део Холандски Антили        | Део Холандски Антили        | Део Холандски Антили        | Део Холандски Антили        | Део Холандски Антили        | Део Холандски Антили        | Део Холандски Антили        | Део Холандски Антили | Део Холандски Антили               | Део Холандски Антили               | Део Холандски Антили               | Део Холандски Антили               | Део Холандски Антили               | Део Холандски Антили               | Део Холандски Антили |
| 2010.                       | Део Холандски Антили        | Део Холандски Антили        | Део Холандски Антили        | Део Холандски Антили        | Део Холандски Антили        | Део Холандски Антили        | Део Холандски Антили        | Део Холандски Антили        | Део Холандски Антили | Део Холандски Антили               | Део Холандски Антили               | Део Холандски Антили               | Део Холандски Антили               | Део Холандски Антили               | Део Холандски Антили               | Део Холандски Антили |
| 2014.                       | Није се квалификовала       | Није се квалификовала       | Није се квалификовала       | Није се квалификовала       | Није се квалификовала       | Није се квалификовала       | Није се квалификовала       | Није се квалификовала       | 6                    | 2                                  | 1                                  | 3                                  | 15                                 | 15                                 |                                    |                      |
| 2018.                       | Није се квалификовала       | Није се квалификовала       | Није се квалификовала       | Није се квалификовала       | Није се квалификовала       | Није се квалификовала       | Није се квалификовала       | Није се квалификовала       | 6                    | 1                                  | 3                                  | 2                                  | 5                                  | 6                                  |                                    |                      |
| 2022.                       | Није се квалификовала       | Није се квалификовала       | Није се квалификовала       | Није се квалификовала       | Није се квалификовала       | Није се квалификовала       | Није се квалификовала       | Није се квалификовала       | 6                    | 3                                  | 2                                  | 1                                  | 16                                 | 3                                  |                                    |                      |
| 2026.                       | У току                      | У току                      | У току                      | У току                      | У току                      | У току                      | У току                      | У току                      | У току               | У току                             | У току                             | У току                             | У току                             | У току                             |                                    |                      |
| Укупно                      | –                           | 0/22                        | –                           | –                           | –                           | –                           | –                           | –                           | 18                   | 6                                  | 6                                  | 6                                  | 36                                 | 24                                 |                                    |                      |

### Конкакафов златни куп
| Конкакафов шампионат & Конкакафов златни куп | Конкакафов шампионат & Конкакафов златни куп | Конкакафов шампионат & Конкакафов златни куп | Конкакафов шампионат & Конкакафов златни куп | Конкакафов шампионат & Конкакафов златни куп | Конкакафов шампионат & Конкакафов златни куп | Конкакафов шампионат & Конкакафов златни куп | Конкакафов шампионат & Конкакафов златни куп | Конкакафов шампионат & Конкакафов златни куп | Конкакафов шампионат & Конкакафов златни куп |                             | Квалификације               | Квалификације               | Квалификације               | Квалификације               | Квалификације               | Квалификације |
| Година                                       | Коло                                         | Позиција                                     | Ута.                                         | Поб.                                         | Нер.                                         | Изг.                                         | ГД                                           | ГП                                           | Састав                                       | Ута.                        | Поб.                        | Нер.                        | Изг.                        | ГД                          | ГП                          |               |
| -------------------------------------------- | -------------------------------------------- | -------------------------------------------- | -------------------------------------------- | -------------------------------------------- | -------------------------------------------- | -------------------------------------------- | -------------------------------------------- | -------------------------------------------- | -------------------------------------------- | --------------------------- | --------------------------- | --------------------------- | --------------------------- | --------------------------- | --------------------------- | ------------- |
| 1963.                                        | Треће место                                  | 3.                                           | 8                                            | 5                                            | 0                                            | 3                                            | 14                                           | 9                                            | Састав                                       | 2                           | 2                           | 0                           | 0                           | 4                           | 1                           |               |
| 1965.                                        | Пето место                                   | 5.                                           | 5                                            | 0                                            | 2                                            | 3                                            | 4                                            | 16                                           | Састав                                       | Аутоматски се квалификовала | Аутоматски се квалификовала | Аутоматски се квалификовала | Аутоматски се квалификовала | Аутоматски се квалификовала | Аутоматски се квалификовала |               |
| 1967.                                        | Није се квалификовала                        | Није се квалификовала                        | Није се квалификовала                        | Није се квалификовала                        | Није се квалификовала                        | Није се квалификовала                        | Није се квалификовала                        | Није се квалификовала                        | Није се квалификовала                        | 4                           | 0                           | 2                           | 2                           | 4                           | 6                           |               |
| 1969.                                        | Треће место                                  | 3.                                           | 5                                            | 2                                            | 1                                            | 2                                            | 9                                            | 12                                           | Састав                                       | Аутоматски се квалификовала | Аутоматски се квалификовала | Аутоматски се квалификовала | Аутоматски се квалификовала | Аутоматски се квалификовала | Аутоматски се квалификовала |               |
| 1971.                                        | Није учествовала                             | Није учествовала                             | Није учествовала                             | Није учествовала                             | Није учествовала                             | Није учествовала                             | Није учествовала                             | Није учествовала                             | Није учествовала                             | Није учествовала            | Није учествовала            | Није учествовала            | Није учествовала            | Није учествовала            | Није учествовала            |               |
| 1973.                                        | Шесто место                                  | 6.                                           | 5                                            | 0                                            | 2                                            | 3                                            | 4                                            | 19                                           | Састав                                       | Аутоматски се квалификовала | Аутоматски се квалификовала | Аутоматски се квалификовала | Аутоматски се квалификовала | Аутоматски се квалификовала | Аутоматски се квалификовала |               |
| 1977.                                        | Није се квалификовала                        | Није се квалификовала                        | Није се квалификовала                        | Није се квалификовала                        | Није се квалификовала                        | Није се квалификовала                        | Није се квалификовала                        | Није се квалификовала                        | Није се квалификовала                        | 2                           | 0                           | 0                           | 2                           | 1                           | 9                           |               |
| 1981.                                        | Није се квалификовала                        | Није се квалификовала                        | Није се квалификовала                        | Није се квалификовала                        | Није се квалификовала                        | Није се квалификовала                        | Није се квалификовала                        | Није се квалификовала                        | Није се квалификовала                        | 4                           | 0                           | 3                           | 1                           | 1                           | 2                           |               |
| 1985.                                        | Није се квалификовала                        | Није се квалификовала                        | Није се квалификовала                        | Није се квалификовала                        | Није се квалификовала                        | Није се квалификовала                        | Није се квалификовала                        | Није се квалификовала                        | Није се квалификовала                        | 2                           | 0                           | 1                           | 1                           | 0                           | 4                           |               |
| 1989.                                        | Није се квалификовала                        | Није се квалификовала                        | Није се квалификовала                        | Није се квалификовала                        | Није се квалификовала                        | Није се квалификовала                        | Није се квалификовала                        | Није се квалификовала                        | Није се квалификовала                        | 4                           | 2                           | 0                           | 2                           | 4                           | 7                           |               |
| 1991.                                        | Није се квалификовала                        | Није се квалификовала                        | Није се квалификовала                        | Није се квалификовала                        | Није се квалификовала                        | Није се квалификовала                        | Није се квалификовала                        | Није се квалификовала                        | Није се квалификовала                        | 2                           | 0                           | 0                           | 2                           | 0                           | 5                           |               |
| 1993.                                        | Није учествовала                             | Није учествовала                             | Није учествовала                             | Није учествовала                             | Није учествовала                             | Није учествовала                             | Није учествовала                             | Није учествовала                             | Није учествовала                             | Није учествовала            | Није учествовала            | Није учествовала            | Није учествовала            | Није учествовала            | Није учествовала            |               |
| 1996.                                        | Није се квалификовала                        | Није се квалификовала                        | Није се квалификовала                        | Није се квалификовала                        | Није се квалификовала                        | Није се квалификовала                        | Није се квалификовала                        | Није се квалификовала                        | Није се квалификовала                        | 5                           | 3                           | 1                           | 1                           | 11                          | 11                          |               |
| 1998.                                        | Није се квалификовала                        | Није се квалификовала                        | Није се квалификовала                        | Није се квалификовала                        | Није се квалификовала                        | Није се квалификовала                        | Није се квалификовала                        | Није се квалификовала                        | Није се квалификовала                        | 1                           | 0                           | 0                           | 1                           | 1                           | 2                           |               |
| 2000.                                        | Није се квалификовала                        | Није се квалификовала                        | Није се квалификовала                        | Није се квалификовала                        | Није се квалификовала                        | Није се квалификовала                        | Није се квалификовала                        | Није се квалификовала                        | Није се квалификовала                        | 6                           | 2                           | 1                           | 3                           | 8                           | 13                          |               |
| 2002.                                        | Није учествовала                             | Није учествовала                             | Није учествовала                             | Није учествовала                             | Није учествовала                             | Није учествовала                             | Није учествовала                             | Није учествовала                             | Није учествовала                             | Није учествовала            | Није учествовала            | Није учествовала            | Није учествовала            | Није учествовала            | Није учествовала            |               |
| 2003.                                        | Није се квалификовала                        | Није се квалификовала                        | Није се квалификовала                        | Није се квалификовала                        | Није се квалификовала                        | Није се квалификовала                        | Није се квалификовала                        | Није се квалификовала                        | Није се квалификовала                        | 4                           | 1                           | 1                           | 2                           | 3                           | 6                           |               |
| 2005                                         | Одустала                                     | Одустала                                     | Одустала                                     | Одустала                                     | Одустала                                     | Одустала                                     | Одустала                                     | Одустала                                     | Одустала                                     | Одустала                    | Одустала                    | Одустала                    | Одустала                    | Одустала                    | Одустала                    |               |
| 2007.                                        | Није се квалификовала                        | Није се квалификовала                        | Није се квалификовала                        | Није се квалификовала                        | Није се квалификовала                        | Није се квалификовала                        | Није се квалификовала                        | Није се квалификовала                        | Није се квалификовала                        | 3                           | 0                           | 1                           | 2                           | 1                           | 7                           |               |
| 2009.                                        | Није се квалификовала                        | Није се квалификовала                        | Није се квалификовала                        | Није се квалификовала                        | Није се квалификовала                        | Није се квалификовала                        | Није се квалификовала                        | Није се квалификовала                        | Није се квалификовала                        | 5                           | 1                           | 1                           | 3                           | 5                           | 11                          |               |
| 2011.                                        | Није се квалификовала                        | Није се квалификовала                        | Није се квалификовала                        | Није се квалификовала                        | Није се квалификовала                        | Није се квалификовала                        | Није се квалификовала                        | Није се квалификовала                        | Није се квалификовала                        | 3                           | 0                           | 1                           | 2                           | 5                           | 7                           |               |
| 2013.                                        | Није се квалификовала                        | Није се квалификовала                        | Није се квалификовала                        | Није се квалификовала                        | Није се квалификовала                        | Није се квалификовала                        | Није се квалификовала                        | Није се квалификовала                        | Није се квалификовала                        | 3                           | 0                           | 0                           | 3                           | 2                           | 11                          |               |
| 2015.                                        | Није се квалификовала                        | Није се квалификовала                        | Није се квалификовала                        | Није се квалификовала                        | Није се квалификовала                        | Није се квалификовала                        | Није се квалификовала                        | Није се квалификовала                        | Није се квалификовала                        | 9                           | 2                           | 3                           | 4                           | 11                          | 15                          |               |
| 2017.                                        | Групна фаза                                  | 11.                                          | 3                                            | 0                                            | 0                                            | 3                                            | 0                                            | 6                                            | Састав                                       | 6                           | 5                           | 0                           | 1                           | 18                          | 4                           |               |
| 2019.                                        | Четвртфинале                                 | 8.                                           | 4                                            | 1                                            | 1                                            | 2                                            | 2                                            | 3                                            | Састав                                       | 4                           | 3                           | 0                           | 1                           | 22                          | 2                           |               |
| 2021.                                        | Дисквалификована због КОВИД-19               | Дисквалификована због КОВИД-19               | Дисквалификована због КОВИД-19               | Дисквалификована због КОВИД-19               | Дисквалификована због КОВИД-19               | Дисквалификована због КОВИД-19               | Дисквалификована због КОВИД-19               | Дисквалификована због КОВИД-19               | Дисквалификована због КОВИД-19               | 4                           | 1                           | 2                           | 1                           | 3                           | 3                           |               |
| Укупно                                       | Треће место                                  | 6/26                                         | 30                                           | 8                                            | 6                                            | 16                                           | 33                                           | 65                                           | —                                            | 73                          | 22                          | 17                          | 30                          | 104                         | 126                         |               |

| Конкакафов шампионат & Конкакафов златни куп достигнућа | Конкакафов шампионат & Конкакафов златни куп достигнућа                   |
| ------------------------------------------------------- | ------------------------------------------------------------------------- |
| Прва утакмица                                           | Холандски Антили 2 : 1 Мексико · (24. март 1963; Санта Ана, Салвадор)     |
| Највећа победа                                          | Холандски Антили 4 : 1 Хондурас · (7. април 1963; Сан Салвадор, Салвадор) |
| Највећи пораз                                           | Мексико 8 : 0 Холандски Антили · (8. децембар 1973; Порт о Пренс, Хаити)  |
| Најбољи резултат                                        | Треће место (1963., 1969)                                                 |
| Најлошији резултат                                      | Групна фаза (2017)                                                        |

### Куп Кариба
| Куп Кариба     | Куп Кариба           | Куп Кариба           | Куп Кариба           | Куп Кариба           | Куп Кариба           | Куп Кариба           | Куп Кариба           | Куп Кариба           | Куп Кариба           |
| Година         | Коло                 | Ута.                 | Поб.                 | Нер.                 | Изг.                 | ГД                   | ГП                   | Састав               |                      |
| -------------- | -------------------- | -------------------- | -------------------- | -------------------- | -------------------- | -------------------- | -------------------- | -------------------- | -------------------- |
| 1989. до 2010. | Као Холандски Антили | Као Холандски Антили | Као Холандски Антили | Као Холандски Антили | Као Холандски Антили | Као Холандски Антили | Као Холандски Антили | Као Холандски Антили | Као Холандски Антили |
| 2014.          | Групна фаза          | 3                    | 0                    | 0                    | 3                    | 5                    | 10                   | Састав               |                      |
| 2017.          | Шампион              | 2                    | 2                    | 0                    | 0                    | 4                    | 2                    | Састав               |                      |
| Укупно         | 1 титула             | 10                   | 2                    | 2                    | 6                    | 13                   | 23                   | —                    |                      |